# El Brugent (del Francolí)
El Brugent és un afluent del marge dret del Francolí. Neix a Capafonts a les Muntanyes de Prades, concretament a la Font de la Llúdriga. Les seves aigües eren molt aprofitades per a molins de gra i molins paperers.
El seu nom prové probablement del verb "brogir" o "brugit", en referència al soroll de les seves aigües, sobretot en èpoques de crescuda.

## Recorregut

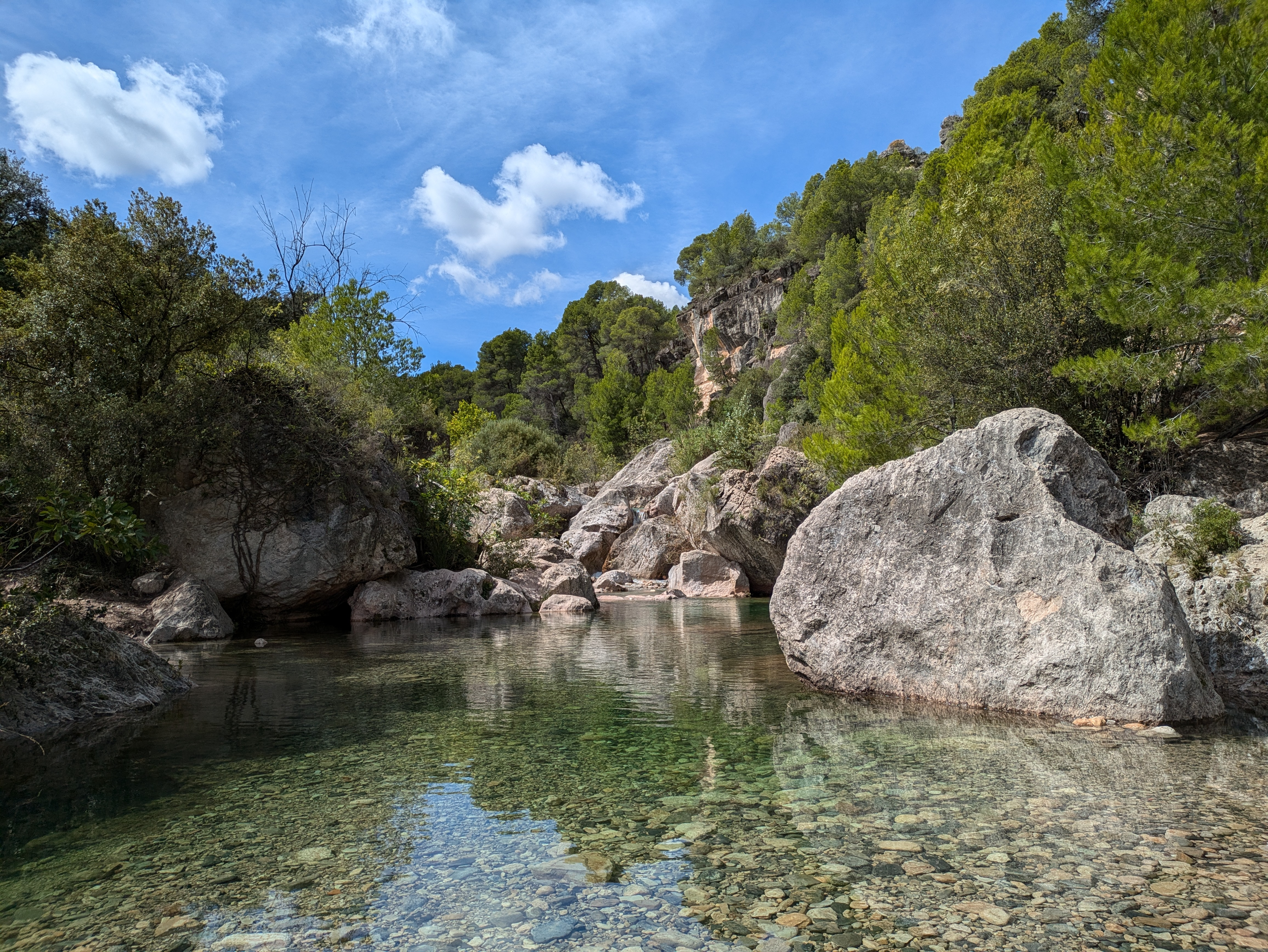
El riu Brugent al seu pas pel Toll dels Paperers a la Riba

Des del seu naixement, el Brugent recorre diversos municipis com Capafonts, Farena (pedania de Mont-ral), i la Riba, on desemboca al riu Francolí. Al llarg del seu curs, el Brugent forma tolls, salts d’aigua i paratges de gran bellesa natural que atrauen excursionistes i banyistes durant l'estiu.

## Valor ecològic i paisatgístic
El Brugent conserva una qualitat d'aigua força bona, i el seu entorn és hàbitat de flora i fauna típiques del bosc mediterrani de muntanya. S’hi poden trobar espècies com la llúdriga europea (Lutra lutra), fet que indica un bon estat de conservació del medi.

## Afluents
- Torrent de l'Abellera[1]
- Barranc de la Llenguaeixuta
- Barranc de la Llúdriga
- Riera del Barral
- Barranc de l'Escolta
- Barranc del Tossal Gros
- Barranc del Mas d'en Verd
- Barranc de Comallonga
- Barranc del Tous
- Barranc de Pinró
- Mal Torrent